# Piccadilly Theatre
Le Piccadilly Theatre est un théâtre faisant partie du West End de Londres.
Il est situé dans le quartier de Piccadilly Circus, au 16 Denman Street, dans le district londonien de la Cité de Westminster. La salle a été décorée par Marc-Henri & Laverdet. La capacité à l'origine était de 1 395 places, et a été ramenée par la suite à 1 232 places.

## Historique
Il a ouvert le 27 avril 1928 avec une comédie musicale appelée Blue Eyes, écrite par Jerome Kern. C'est dans cette salle qu'a eu lieu la première projection sonore en Europe du film Le Chanteur de jazz le 27 septembre 1928, et Al Jolson y est apparu sur scène. 
Des stars telles que Peter Ustinov, Henry Fonda, Ian McKellen, Judi Dench, Michael Pennington, Barbara Dickson, Lynn Redgrave, Julia McKenzie, et Eric Sykes se sont produites dans ce théâtre.
La première de la comédie musicale Roméo et Juliette, de la haine à l'amour y a eu lieu en novembre 2002.
Parmi les spectacles présentés au Piccadilly Theatre figurent Panama Hattie, comédie musicale américaine, A Little Night Music, comédie musicale américaine de Stephen Sondheim, Which Witch des norvégiennes Benedicte Adrian et Ingrid Bjørnov, ou encore Ghost the Musical, comédie musicale de Bruce Joel Rubin.